# Lornjett

Lornjett, 1860-tal.

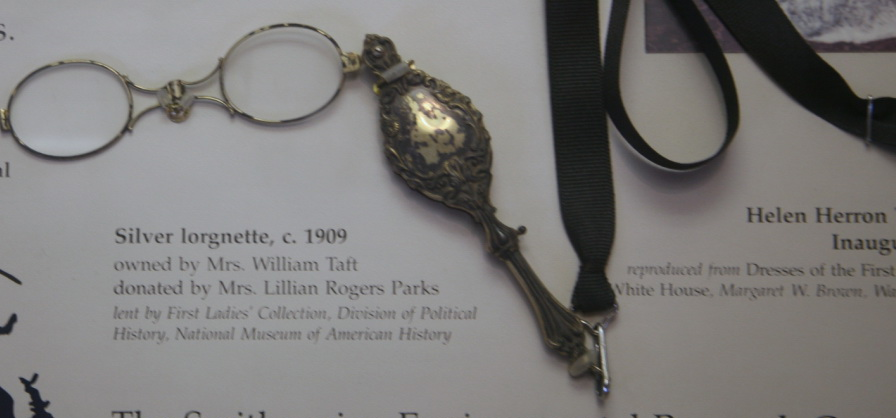
Silverfärgad lornjett, från cirka 1909.

 Lornjett  (franska lorgnette) är glasögon utan skalmar  med ett eller två glas. Lornjetten används huvudsakligen av damer och hålls med ett handtag. Vanligtvis kan glasen fällas in i skaftet då den inte används.